# Належне урядування
Належне урядування, також належне врядування (англ. good governance) — одна з трьох основних концепцій (поряд із традиційним врядуванням та новим державним врядуванням) концепцій управління у публічному секторі. Під «врядуванням» розуміється процес прийняття та реалізації певних рішень.
Належне врядування означає прийняття рішень та вживання дій, що характеризуються:
- залученням усіх зацікавлених сторін,
- верховенством права,
- прозорістю,
- реагуванням на соціальні потреби,
- прагненням до консенсусу,
- врахуванням голосів меншин,
- ефективністю, а також
- загальновизнаною відповідальністю перед суспільством.